# Цицешть (комуна)
Цицешть, Цицешті (рум. Țițești) — комуна у повіті Арджеш в Румунії. До складу комуни входять такі села (дані про населення за 2002 рік):
- Букшенешть-Лоташі (1118 осіб)
- Валя-Менестірій (1080 осіб)
- Валя-Стиній (1021 особа)
- Цицешть (1344 особи)
- Чишмя (78 осіб)

Комуна розташована на відстані 108 км на північний захід від Бухареста, 19 км на північний схід від Пітешть, 120 км на північний схід від Крайови, 86 км на південний захід від Брашова.

## Населення
За даними перепису населення 2002 року у комуні проживала 4641 особа. Усі жителі комуни рідною мовою назвали румунську.
Національний склад населення комуни:
| Національність | Кількість осіб | Відсоток |
| -------------- | -------------- | -------- |
| румуни         | 4625           | 99,7%    |
| цигани         | 16             | 0,3%     |

Склад населення комуни за віросповіданням:
| Релігія       | Кількість осіб | Відсоток |
| ------------- | -------------- | -------- |
| православні   | 3986           | 85,9%    |
| бретрени      | 581            | 12,5%    |
| п'ятдесятники | 46             | 1,0%     |
| баптисти      | 17             | 0,4%     |
| адвентисти    | 9              | 0,2%     |
| лютерани      | 2              | < 0,1%   |